# 能鄉白山

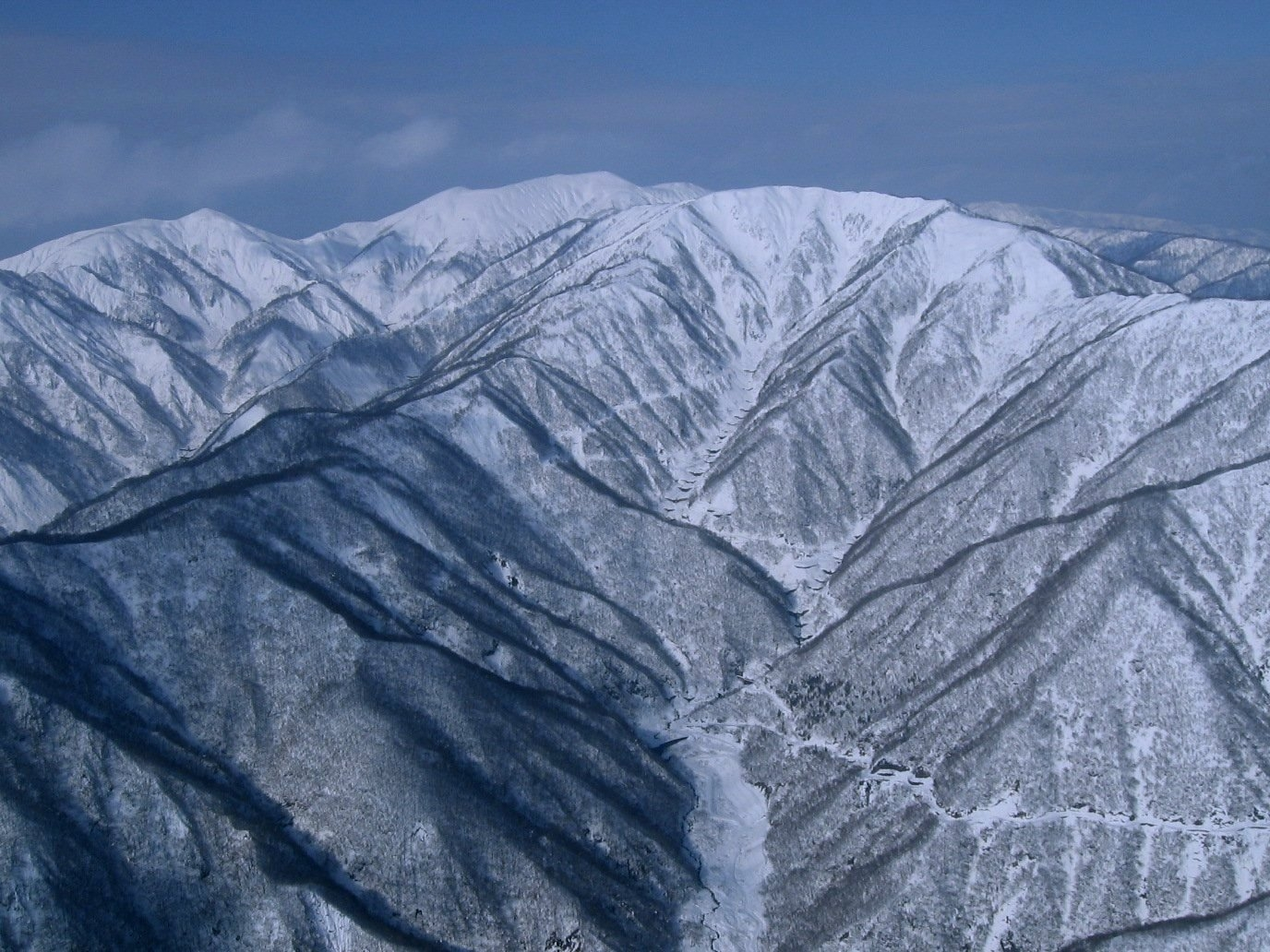
能鄉白山的照片

能鄉白山（日语：能郷白山）是一座橫跨日本岐阜縣本巢市、揖斐郡揖斐川町和福井縣大野市的山峰，是兩白山地的一部分，標高1617米，是越美山地的最高峰。能鄉白山也是日本二百名山之一。能鄉白山有兩條登山路線。

## 外部連結
- 地図閲覧サービス「能郷白山」[]　（国土地理院）